# 珠海公交2路线
珠海公交2路线，是中国广东省珠海市内一条公共汽车路线，往来香洲及城轨珠海站。2路线亦被譽為“珠海公交第一大線”。

## 线路简介
- 珠海公交2路线由珠海公交巴士有限公司（原珠海市公共汽车公司）拱北分公司营运，为珠海市最繁忙的巴士线路，亦是珠海市服务时间最长、收班时间最迟、班次间隔最密的巴士线路之一。
- 该线路走向为香洲-吉大-城轨珠海站，全线拥有24台车，车型为珠海廣通GTQ6111BEVBT20、GTQ6126BEVBT20純電動巴士，香洲至城轨珠海站单程行驶时间为46分钟，城轨珠海站至香洲单程行驶时间为52分钟。[3]

## 服务时间
| 服務時間   | 服務時間   | 每日        |
| ---------- | ---------- | ----------- |
| 香洲总站   | 香洲总站   | 06:15-00:35 |
| 城轨珠海站 | 城轨珠海站 | 06:15-01:15 |
| 班距       | 班距       | 大约4-8分钟 |
| 总班次     | 总班次     | 223班       |

## 路线停靠
| 2路 香洲总站 ←→ 城轨珠海站 |            |          |
| 上行编號                   | 站名       | 下行编號 |
| 1                          | 香洲总站   | 18       |
| 2                          | 为农市场   | ↑        |
| 3                          | 凤凰北     | ↑        |
| ↓                          | 翠香中     | 17       |
| 4                          | 邮政大厦   | 16       |
| 5                          | 百货公司   | 15       |
| 6                          | 湾仔沙     | 14       |
| 7                          | 公积金中心 | 13       |
| 8                          | 望海楼     | 12       |
| 9                          | 海滨公园   | 11       |
| 10                         | 九洲城     | 10       |
| 11                         | 吉大       | 9        |
| 12                         | 中电大厦   | 8        |
| 13                         | 白莲洞公园 | 7        |
| 14                         | 竹苑       | 6        |
| 15                         | 北岭       | 5        |
| 16                         | 华侨宾馆   | 4        |
| 17                         | 拱北       | 3        |
| ↓                          | 拱北口岸   | 2        |
| 18                         | 城轨珠海站 | 1        |

## 历史
- 2路线前身为香洲至拱北班车线路，于1978年由“珠海县汽车运输公司”开通，为珠海首批开通的公共汽车线路之一。
- 1979年，珠海市公共汽车公司成立，该线路同时改成为2路线，往返香洲至拱北，由位于香洲香埠路与朝阳路交界的香洲榕树头总站始发，依次途经供销社、湾仔沙、市政府、吉大村、莲花山、江村、官村、拱北等站点，到达终点站关闸，返程同途。线路开办初期车辆为1部越秀牌客车，其后珠海市公共汽车公司自筹经费，购入广州牌GZK643型公共汽车投入该线路运营，全线采用手工售票运作方式，并采用分段计价，全程收费0.3元，每车配备两名售票员负责票务工作。[4]
- 1984年，位于翠香公路东段“珠海市公共汽车总站”落成并投入使用，2路線改为由“车站”（现香洲总站）始发。
- 1987年，2路線全线改用广州牌GZK644型双门公共汽车运行，全程票价提升为0.5元，此时该线路途经供电局、船厂、邮政大厦、百货公司、湾仔沙、友谊商店、第一招待所、海滨公园、九洲城、吉大、莲花山、啤酒厂、压缩机厂、竹苑、佳能公司、北岭、华侨宾馆、拱北市场，到达终点站“拱北”（原“关闸”站）。[4][5]
- 1994年，2路線全线更换广州牌GZK6100A型巴士，实行无人售票一票制，票价为全程1元，并启用珠海公汽IC卡收费试验系统（为全国最早的公交IC卡收费系统）。同年服役于该线路的广州牌GZK6142A型大通道铰接公共汽车退役。
- 1995年，珠海公汽IC卡系统正式投入使用。
- 1996年，2路線增设“空调车”服务，“空调车”班次由当时该司新购入的广州牌GZK6100AD1型空调公共汽车运行，票价2元每人。“普通车”班次与“空调车”班次呈梅花间竹式交替运行。
- 1998年，2路線“空调车”班次改由当时新购入的广州牌GZK6100AD1-T型巴士（珠海首批自动档公交）执行。
- 1998年，因应迎宾大道改造，2路線改行桂花北路、桂花中路。
- 1999年，迎宾大道改造完毕，2路线恢复原线行驶，并将“拱北”总站迁入位于茂盛围的新公交站场。[4]
- 2002年，珠海公汽首次购入新型城市公交客车，其中珠海首批厦门金龙客车——XMQ6112G2全数24台投入2路线运营（普通车、空调车各占12台）。
- 2005年，珠海公汽第三次上调票价，2路線普通车票价调整为1.5元/人，空调车票价调整为2.5元/人，同时启动普通卡、学生卡乘车优惠。
- 2007年12月，该线路全线更换26台厦门金龙XMQ6113GF型巴士（全数为手动排挡，普通车、空调车各占13台）。
- 2010年，2路線调入少部分厦门金龙XMQ6106G型空调巴士参与运营。
- 2011年6月28日，珠海公交对旗下所有巴士线路票价进行调整，2路線空调车票价调整为2元/人，普通车票价维持不变。
- 2014年3月，2路線调入部分珠海廣通GTQ6117N4GJ5型LNG空调巴士参与运营。
- 2015年4月15日，2路線设立分支线2A路线，与2路線不同的是，往“香洲”方向经华侨宾馆站后，停靠摩尔广场、石花路西、建业三路口三个站点后接回原线行驶。[6]
- 2015年12月，2、2A路線派車全部更換為珠海廣通GTQ6105BEVB2及GTQ6105BEVB3純電動巴士。[7]
- 2017年12月2日，本线经“拱北口岸”后，行驶至拱北地下隧道东侧出口时，由原左转情侣路改为右转进入掉头车道，取消停靠“水湾路南”,接回“拱北”后按原线运行。
- 2018年4月10日，2A路线派车并入2路线，班次间隔调整为4-8分钟，配车数量增加至24台。